# Торняк
Торняк — хорватська вівчарка, собака-охоронець худоби, яка походить з Боснії та Герцеговини та Хорватії. Назва започаткована від місцевого слова для позначення овечої шерсті «тор». Фонд породи складається з генетично однорідних собак-пастухів ландрас, розпорошених у горах та долинах регіону. Вони - гірські собаки, подібні до інших порід-охоронців худоби регіону — шарпланінця і буковинської вівчарки.

## Історія
Торняк належить до рідкісних порід для охорони і має багато спільного з іншими собаками, що охороняють худобу. Це стара порода, вперше згадувана в XI, а потім XIV столітті. Описи торняка були знайдені в працях Петра Горвата, єпископа Дякова, Хорватія, що датуються 1374 роком, у працях Петра Лукича, каноніка Дяківської єпархії, які були написані в 1752 р.. Донині цих собак називають Тораші (Тораші) в околицях міста Сіндж і на горі Камешніца, тоді як пастухи гір Динара називають їх Динарці. Описи торняків з цих документів є такими ж, як і сьогодні, за винятком назви породи, яка була Босній Овчар, що означає боснійська вівчарка. Його також називали хорватський зенненхунд. Собаки в цих документах були описані такими ж (щодо їх функцій та зовнішнього вигляду), як і сьогодні: собака-охоронець, який охороняє доручене, дуже розумний та неагресивний. Вони доброзичливі до незнайомців, яких зустрічають за межами будинку.
Вважається, що собаки породи торняк існували в районі Динарських Альп, (недалеко від міста Травник, Боснія і Герцеговина) з давньоримських часів. Римляни використовували собак для війни та як собак-охоронців, а також для боїв на арені. Торняк — дуже стара порода, але зі зникненням кочового поголів'я овець, торняк також поступово зник. На початку 1970-х років група місцевих кінологів почала збирати собак, що найкраще відповідало давнім працям про породу. Вперше торняки були імпортовані до Великої Британії в 2013 році з намірами працювати над визнанням Британського кінологічного клубу.

## Характеристика

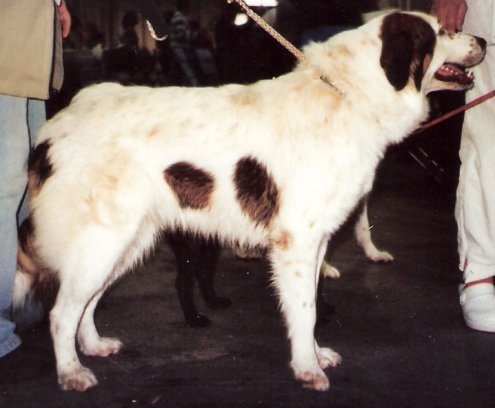
Самка Торняк хорватського племені, яка бере участь у виставці європейських переможців 2008 року в Будапешті, Угорщина.

### Зовнішній вигляд
Торняк — велика і потужна собака, з пропорційними формами, майже квадратним туловищем. Кістки собаки нелегкі, але тим не менше не важкі та грубі. Тулуб цих собак міцний і добре складений, з гармонійними і гідними рухами, мають впевнений, серйозний і спокійний характер. У собаки коротка шерсть на морді та ногах. Шерсть особливо довга і рясна на шиї (грива) та на задній частині верхньої частини стегна (галіфе). Хвіст несе як прапор, коли собака рухається. Шерсть дуже щільна.
Як правило, торняк двоколірний, причому білий колір є домінуючий. П'ятна найчастіше зустрічаються на шиї, над головою та вздовж ніг. Подібно до інших собак-охоронців худоби, чітке маркування виконувало утилітарну мету, допомагаючи пастухам відрізняти своїх собак як від овець, так і від вовків.

## Темперамент
Торняк має спокійний темперамент. Типовий дорослий собака дуже спокійний, миролюбний, на перший погляд байдужий, але коли ситуація цього вимагає, це дуже пильний сторожовий пес. Вони не нервують і не агресивні. Загалом, це дуже жорсткі, не надто вимогливі, міцні собаки. Живучи в зграї, вони дуже соціальні тварини. Коли ситуація вимагає цього, торняк є досить рішучим, і він може без будь-якого сумніву атакувати навіть набагато сильніших суперників. За словами пастухів, торняк вступає в поєдинок з двома вовками, а пара торняків можуть прогнати ведмедя. У цих ситуаціях торняки можуть бути дуже завзятими.

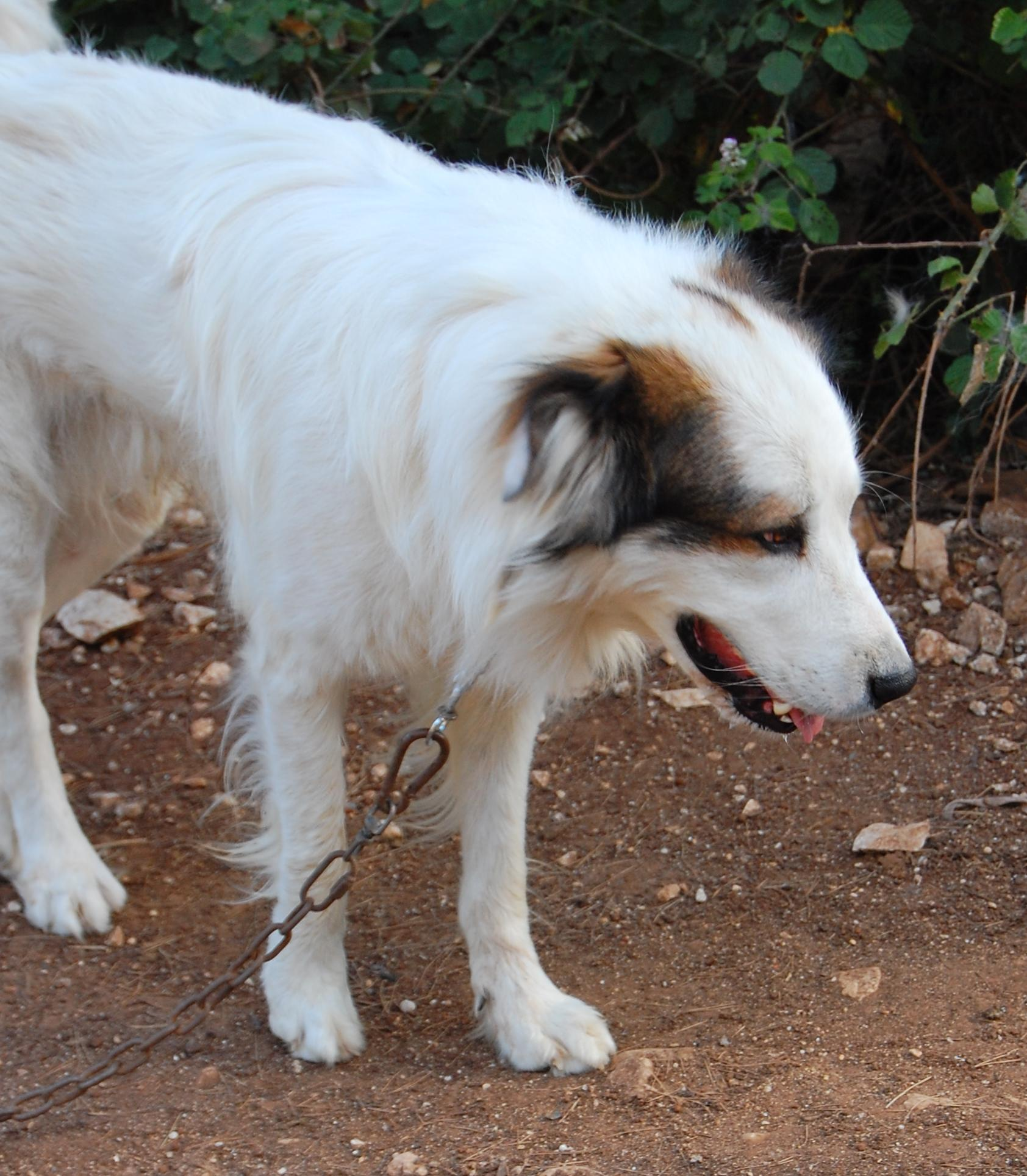
Влітку шерсть коротша.

## Діяльності
Рівень вправ торняка, як правило, не вибагливий, особливо в перші 9–12 місяців (протягом останнього періоду інтенсивного зростання). Вони віддають перевагу тривалим прогулянкам без повідка. Вони будуть задоволені лише 20-хвилинною прогулянкою, якщо її власник поспішає. Торняки швидко вчаться і не забувають; вони із задоволенням виконують завдання, а тому їх легко тренувати. Сильні і витривалі під час сніжних зимових ночей ці собаки лежать на землі і часто накриваються снігом, не замерзаючи через їх густу шерсть. Вони в основному використовуються для скотарства та охорони худоби.

## Догляд
Торняк не рекомендують тримати у квартирі. Собаці потрібен простір, і вони найкраще справлятимуться принаймні з великим двором. Оскільки густа шерсть захищає так добре, він може жити на відкритому повітрі за умови належного укриття. Ця порода найкраще підходить для сім'ї з великим простором навколо будинк.
Торняк — дуже здорова порода Для годування підходить дієта з низьким вмістом білка. Дієта з високим вмістом білка може призвести до розвитку проблем із шерстю.
Торняк потребує ранньої соціалізації. Їм потрібно якомога раніше протистояти всім потенційно страшним подразникам, щоб уникнути пізніших реакцій страху. Шум дорожнього руху, великі вантажівки та автобуси викликатимуть реакцію страху в зрілому віці, якщо торняк раніше не стикався з цими ситуаціями як цуценя. У цьому ранньому віці всі цуценята торняка повинні зустріти якомога більше невідомих людей, а також інших тварин, собак та домашніх тварин, щоб виробити хорошу та стабільну поведінку..

## Заборона
Собака заборонена в Данії.
 